# Тетраплоидная комплементация
Тетраплоидная комплементация — метод биологии развития и клеточной инженерии, основанный на получении тетраплоидных бластоцист и их комбинировании с диплоидными клетками других генетических линий животных.
Этот метод используется для изучения влияния различных мутаций на эмбриональное развитие, а также для изучения плюрипотентных стволовых клеток.

## Методика
Большинство нормальных соматических клеток млекопитающих диплоидны (содержат двойной набор хромосом). Метод основан на получении тетраплоидных клеток раннего зародыша. Для этого бластомеры двуклеточного зародыша сливают с помощью электропорации. Полученная тетраплоидная клетка продолжает делиться, образуя бластоцисту из тетраплоидных клеток.
Такие тетраплоидные зародыши могут имплантироваться в стенку матки, а их тетраплоидные клетки способны превращаться в клетки трофобласта (большинство клеток которого в норме тетраплоидны) и других внезародышевых органов, но не способны давать полноценных зародышей, завершающих эмбриональное развитие, и жизнеспособных потомков.
Затем в такие тетраплоидные зародыши (на стадии морулы или бластоцисты) помещают диплоидные эмбриональные стволовые клетки другого животного. В результате становится возможным нормальное развитие: при этом ткани зародыша развиваются целиком из диплоидных клеток, а внезародышевые ткани — из тетраплоидных клеток.

## Области применения
При получении трансгенных животных (эмбриональные клетки которых генетически трансформированы методами генной инженерии) тетраплоидная комплементация позволяет легче установить, что все ткани и органы полученного зародыша образовались из генетически трансформированных клеток донора, а не из клеток реципиента.
Путём генетической трансформации тетраплоидных клеток изучают гены, важные для развития и функционирования трофобласта и других эмбриональных внезародышевых тканей.
Тетраплоидная комплементация используется также для проверки того, обладают ли плюрипотентностью индуцированные эмбриональные стволовые клетки (iPS).

## Доказательство тотипотентности индуцированных стволовых клеток
В 2009 году была опубликована работа, в которой с помощью метода тетраплоидной комплементации впервые было показано, что iPS могут давать полноценный организм, в том числе и его клетки зародышевого пути. iPS, полученные из фибробластов кожи мышей с помощью трансформации с использованием ретровирусного вектора, в некотором проценте случаев дали здоровых взрослых мышей, которые были способны нормально размножаться. Таким образом, впервые были получены клонированные животные без примеси генетического материала яйцеклеток (при стандартной процедуре клонирования митохондриальная ДНК передается потомству от яйцеклетки реципиента).
1. ↑  Mouse embryonic chimeras: tools for studying mammalian development, Development 130, 6155-6163 (2003)
2. ↑  Xiao-yang Zhao, Wei Li, Zhuo Lv,, Lei Liu, Man Tong, Tang Hai, Jie Hao, Chang-long Guo, Qing-wen Ma, Liu Wang, Fanyi Zeng, Qi Zhou. iPS cells produce viable mice through tetraploid complementation.  Nature 461, (3 September 2009), 86-90